# Parabariomicrolite
La parabariomicrolite è un minerale.